# Jornalismo on-line
Jornalismo digital ou ciberjornalismo é o jornalismo  praticado na Internet, como suporte de rede de comunicação.
Em teoria, deverá recorrer a técnicas diferentes do jornalismo tradicional impresso. Há até discussões sobre a aplicação da tradicional técnica jornalística da pirâmide invertida na construção de notícias online, propondo o recurso a uma estrutura de blocos que permite que o leitor "construa" a sua leitura da notícia.
No entanto, não é ainda muito frequente a utilização do hipertexto, "Uma das mais poderosas ferramentas de publicação na Internet" (Steve Outing) em notícias online.O webjornalismo, jornalismo online, ciberjornalismo, jornalismo electrónico ou jornalismo digital é o jornalismo dos meios digitais, como CD-ROM e internet. Tendo sido, inicialmente, apenas uma versão dos jornais impressos veiculada na internet, o webjornalismo acabou por seguir trajetória diferente.

## Definições
Jornalismo online (JOL) pode ser definido como a coleta e distribuição de informações por redes de computadores como internet ou por meios digitais. Os holandeses Bardoel e Deuze usam um nome específico e adequado para esta produção: network journalism, o jornalismo em rede. Já o professor de jornalismo californiano Doug Millison pensa em uma abrangência maior:
Ainda há outras tecnologias que podem ser incluídas nesta lista: a edição de sistemas de ajuda (help) de computadores, como o Windows Help e o HTML Help, e apresentações de eslaides para palestras.

## Características do JOL
Independentemente de suas múltiplas definições.

cerca de 41% dos participantes apontaram que a instantaneidade é o que mais 
caracteriza o webjornalismo. A interatividade aparece em segundo lugar, com 
28,11%. Já cerca de 19% apontaram que o fato das notícias ficarem arquivadas 
para pesquisa é o que mais chama a atenção (JORNALISTAS DA WEB, 2005). 

Outros autores (ROCHA, 2000; PALACIOS, 2001b; MIELNICZUK, 2001) ampliam essa lista. Para eles, as características mais interessantes do Jornalismo online são:
- Instantaneidade.
- Interatividade.
- Perenidade (memória, capacidade de armazenamento de informação)
- Multimediação, programação.
- Hipertextualidade.
- Personalização de conteúdo, customização.

### Instantaneidade
O grau de instantaneidade – a capacidade de transmitir instantaneamente um fato – das publicações em rede aproxima-se do atingido pelo rádio, o mais alto entre as três mídias tradicionais, seguido por TV e jornal. É muito rápido, fácil e barato inserir ou modificar notícias em formato binário. Apesar disso, algumas falhas podem ser detectadas, principalmente por conta da rapidez, já que muitas vezes a informação deixa de ser apurada da maneira mais completa. Em alguns casos, a falta de uma conferência anterior a publicação online também provoca a existência de inúmeros erros de português.

### Perenidade
Também conhecido como arquivamento ou memória. O material jornalístico produzido online pode ser guardado indefinidamente. O custo de armazenamento de informação binária é barato. É possível guardar-se grande quantidade de informação em pouco espaço, e esta informação pode ser recuperada rapidamente com busca rápida full text.

### Interatividade
Alguns autores (LEMOS, 1997; BONILLA, 2002) entendem por interatividade quando há comunicação mediada por tecnologias e interação quando não há mediação tecnológica entre os seres humanos. Por exemplo: uma conversa entre alunos e professor numa sala de aula ou amigos num bar é interação, já a interatividade é quando se usa um telefone, um correio (electrónico) e até mesmo uma carta escrita por uma caneta, em todos estes casos há uma tecnologia envolvida no processo comunicativo o que justifica a interatividade.
As mídias tradicionais sempre tiveram algum tipo de interatividade, como nas seções de cartas de jornais e TVs e nos telefonemas para programas de rádio (talk radio). Mas no JOL a interatividade atinge seu ponto máximo:
- A escolha de vários "caminhos" para ler notícias é mais automatizada do que em mídias de papel. Embora leitores de mídia papel escolham seus próprios caminhos, constantemente (como em chamadas de capa de jornais), as hiperligações tornam a tarefa muito mais fácil.
- Na Web, o leitor pode enviar formulários com comentários sobre uma notícia e ver suas observações colocadas imediatamente à disposição de outros leitores.
- O leitor pode participar de votações sobre temas polêmicos.
- Entretanto, estes conceitos tratam do tema de maneira geral, devendo ser problematizados, pois a interatividade vem desdobrando-se em níveis cada vez mais complexos.

### Multimediação, multimedialidade ou convergência
"A internet permite a utilização conjunta de várias linguagens, para além do texto e imagem estáticas presentes no Jornalismo tradicional". O JOL usa vários tipos de mídia e de formatos de arquivos de computador. Se 
diz que é uma convergência de todas as mídias: 
- Texto e hipertexto em computador.
- Áudio.
- Imagem estática (fotos) e em movimento (clipes de vídeo).
- Texto em papel (o conteúdo da internet frequentemente é impresso).

### Hipertextualidade
"Uma hiperligação, ou simplesmente ligação, é uma referência em um documento 
hipertextual para outro documento ou recurso. Como tal, ele é similar às 
citações em literatura.

Por exemplo, clicando na hiperligação Instituto Poynter, instruir-se-lhe-á o browser a buscar e a apresentar em sua tela as informações que formam a página Web do instituto de ensino de Jornalismo. Este link azul sublinhado é representado assim no texto interno da página Web:
<A href="http://poynter.org/">Instituto 
Poynter</A>
- A marca "<A ... >" significa âncora de hipertexto.
- "href" é a referência hipertexto, no caso, um endereço Web.
- "Instituto pointer" é o texto que vai responder ao clic do mouse
- "</A>" indica o fim do link.

Usar hiperligações é chamado de "navegar", em português brasileiro, em função do programa Netscape Navigator.
O uso de hiperligações em conteúdo multimídia (áudio, vídeo, fotos, animações) é chamado de hipermídia. Tecnicamente, não há diferenças em fazer ligações em texto ou em imagens.
Palacios e Mielniczuk (2001) argumentam que a ligação pode ser considerado um elemento paratextual.
Mídias tradicionais também usam hiperligações, como o sistema de sumário e número de páginas de livros, os sistema de organização da Bíblia, as chamadas de capa de jornais.

### Personalização de conteúdo
A personalização do conteúdo no ciberjornalismo passa a ter a função de "tela inteligente". Já que as informações que os leitores buscam em determinados sites ou plataformas serão gravadas para próximas pesquisas. Por exemplo, no Google, as coisas que foram pesquisadas são salvas e logo depois surgem pesquisas relacionadas sem precisar esforço do usuário. O usuário pode também se cadastrar e receber apenas as notícias selecionadas etc.

## Fases do Jornalismo Digital
Os estudos recentes sobre jornalismo online (REGES, 2010) abrem espaço para uma falta de padronização, o que possibilita que ele se classifique como primeira, segunda, terceira e quarta gerações, que são as chamadas fases do jornalismo online. Para Barbosa (2003) ainda há uma quinta geração do jornalismo online.

### Primeira geração
Nesta fase, para Mielniczuk (2003), os conteúdos dos jornais de grande circulação no Brasil que tinham condições de manter uma página na internet eram simplesmente transferidos para a web, sem nenhum tipo de adaptação (seja de linguagem ou de conteúdo) para esse tipo de suporte. Os conteúdos desses portais eram atualizados a cada 24 horas. Além disso, as rotinas produtivas nas redações era muito semelhantes às dos veículos impressos. Por isso, essa primeira fase também pode ser chamada de fase de transposição ou reposição.

### Segunda geração
Apesar do avanço das tecnologias e da melhoria da internet no Brasil, ainda se percebia uma ligação dos portais aos seus jornais impressos. No entanto, notava-se a tentativa de produzir um conteúdo específico para a web e uma maior exploração das possibilidades do suporte. A linguagem e a rotina ainda eram as dos veículos impressos. Por esse motivo, essa fase também pode ser conhecida como a fase da metáfora (MIELNICZUK, 2003).

### Terceira geração
Neste momento, é possível notar um esforço maior para produzir um conteúdo original e estruturado especialmente para a internet, pois explora mais suas potencialidades. Alcançar o estágio de terceira geração também não é uma transição equilibrada; algumas barreiras já foram ultrapassadas e outras estão no limiar. [...] Só com o decorrer do tempo e com o desenvolvimento de pesquisas que contemplem questões tanto teóricas quanto práticas, além de experimentações de naturezas das mais variadas, é que vamos descobrir o que virá a ser, de fato, o webjornalismo (MIELNICZUK, 2004, p. 14).

### Quarta geração
Shwingel (2005) diz que o jornalismo feito para os meios digitais pode ser caracterizado, nesta fase, principalmente pela utilização de tecnologias de banco de dados associados a sistemas automatizados para a apuração, edição e veiculação de informações, com o intuito de industrializar o processo de produção.

### Quinta geração
Para Barbosa (2003) vivemos hoje o que ela chama de quinta geração do jornalismo digital. Esta fase pode ser caracterizada pela crescente produção de conteúdo para as redes sociais, aliadas ao crescente uso de smartphones e tablets. Assim, veículos impressos migram para as redes sociais e passam a difundir seu conteúdo a partir de suas potencialidades.

## Credibilidade no JOL
A confiabilidade do jornalismo online (sobretudo em blogs) é questionada desde o seu surgimento. Isso acontece porque na internet, com o surgimento de blogs, qualquer pessoa pode se tornar produtora de informações, e estes nem sempre obedecem à ética jornalística. Com isso, nem sempre obedece-se a objetividade, valor importante e buscado no jornalismo tradicional.
Segundo Christofoletti, "essa nova mídia carrega traços do conceito tradicional de credibilidade jornalística e ainda se vale de novos sistemas de reputação, originados e fortalecidos na Internet". Ele se refere à popularidade na rede, que pode render mais autenticidade a certas pessoas ou portais devido à indicação destes pelo público, mesmo que estes não possuam informações necessariamente credíveis. Entretanto isto pode ser problematizado por considerar a fiabilidade em um patamar apenas da popularidade, e não da verdade e objetividade jornalísticas, os quais, ao lado da credibilidade, constituem os fundamentos do jornalismo.
Ainda que alguns teóricos tenham demorado a considerar blogs como uma forma legítima de jornalismo, o meio da internet tem sido muito importante para a divulgação de informações e notícias. No entanto, para que um blog seja considerado ferramenta jornalística ele precisa ter características fundamentais da profissão, tais como periodicidade, atualidade, interesse público e diversidade de conteúdo. Por essa razão, os conteúdos veiculados em blogs devem possuir alguma frequência, além de abordarem assuntos atuais que interessam à sociedade ou a determinado público (interesse público e interesse do público).
Segundo a pesquisa Belo Interactive, feita nos Estados Unidos em 2006, os usuários da internet condicionam o consumo de informações a outras mídias, mas sinalizam que a confiança nos conteúdos da web vem crescendo. Entretanto a Pesquisa Brasileira de Mídia de 2016 constatou que os blogs ainda têm dificuldade em comprovar sua credibilidade mediante o público. O veículo considerado mais confiável é o jornal impresso. O rádio vêm em segundo lugar; a televisão em terceiro lugar; as revistas em quarto; os sites em quinto; as redes sociais em sexto lugar e os blogs em sétimo.

## Influência da mídia eletrônica sobre o JOL
Mídia eletrônica são rádio e TV. Computadores não estão incluídos na 
categoria porque vão além do eletrônico, usando lógica binária para formatação 
de informações. Computador é, portanto, mídia binária.

### Rádio
O texto de rádio é o que mais se adapta para jornalismo em rede, pela concisão, estilo direto, informalidade.
No entanto, o som pela internet ainda é de baixa qualidade e com constantes lapsos, mas é uma maneira pela qual estações de rádio tradicionais alcançam audiência mundial. Este panorama começa a se modificar com a popularização do acesso de banda larga à internet.
As "estações de rádio internet" (sítios que armazenam som binarizado) permitem que se crie programação e deixe gravações disponíveis para quem quiser ouvir. A desvantagem é que um número limitado de pessoas pode acessar ao mesmo tempo uma estação de rádio internet, ao contrário do rádio broadcast.
Recentemente, se difundiu o termo podcast para gravações de áudio difundidas por meio do protocolo RSS. Estes "programas" de áudio podem ser descarregados diretamente para os tocadores de mídias, em geral no formato MP3. Como são experimentais e feitos por amadores, os podcasts em geral têm baixa qualidade de áudio, de edição e de estrutura.

### Televisão
Os maiores sites jornalísticos já publicam pequenas matérias em vídeo. Existem programas, como o Real Video, que têm "canais" de vídeo [streaming].
Como no caso do áudio, os clips de vídeo são de baixa qualidade e podem ter o movimento ou o áudio interrompidos por alguns instantes, conforme o congestionamento da rede. No Brasil, o portal de notícias G1, da Rede Globo, dedica uma seção inteira aos vídeos exibidos nos telejornais da emissora, além de apresentar alguns vídeos de arquivo de décadas passadas e transmitir, ao vivo, a programação da Globo News. A BandNews também consegue transmissões com razoável qualidade, em internet banda larga.
Visualmente, animações em formato Flash, cada vez mais usadas em sites multimídia, são inspiradas em vinhetas de TV.
A partir de 2005, sítios que abrigam vídeos enviados por colaboradores se tornaram uma febre, como o YouTube e Google Video.

## Influência do JOL sobre a mídia tradicional

### Diagramação "lincada"
Está sendo bastante usado por jornais e revistas a ligação visual entre palavras do texto e elementos gráficos como fotos e textos explicativos (box), imitando a ligação lógica do hipertexto.

### Aumento de textos curtos
O estilo de texto para a internet deve ser curto, na ordem direta, com palavras-chave destacadas, em blocos de cerca de cem palavras, no máximo. O estilo deve ser informal, porque internet é um meio de comunicação individual e pessoal. Esta economia de palavras (que as valoriza, pois as torna raras) encontra eco, em 2000, em dois dos jornais de maior tiragem do Rio Grande do Sul, Correio do Povo e Diário Gaúcho.

### Aumento de gráficos e uso da cor
O apelo visual nos websites também tem influenciado a mídia impressa, que usa mais cor, produz mais infográficos e aumenta a hierarquia de estilos de texto nos veículos, como a revista Época e o Diário Gaúcho.

### Ampliação da base de pesquisa e de fontes de notícias
As rádios e os pequenos jornais regionais estão coletando muita informação na internet graças ao acesso a centenas de fontes que auxiliam a pesquisa noticiosa: 
- Sites de busca.
- Programas de meta-busca, que pesquisam em diversos engenhos de busca ao mesmo tempo e filtram os resultados.
- Listas de discussão e fóruns.
- FAQs, listas de perguntas freqüentemente feitas sobre um assunto, e que, em geral, tem bastante credibilidade porque são construídas coletivamente.
- Sites pessoais, de empresas, de entidades e de órgãos de governos. É importante que qualquer empresa ou pessoa tenha, em seu site, o press kit, um conjunto de press releases e fotos em alta resolução para que sejam usados pelas publicações de papel.

## O texto paraWeb
Muitos autores se entusiasmam com características como multimediação e interatividade, e consideram que o conteúdo online deve ser repleto de movimentos, hiperligações e outros truques. No entanto, produção digital custa caro, em termos de recursos humanos. E o conteúdo publicado em redes não precisa conter obrigatoriamente todos os recursos tecnológicos disponíveis, só porque eles existem.
Considera-se, então, que não há um "formato para a internet" ou "formato para a Web". Existem diversas maneiras de se usar textos e outros conteúdos na mídia em rede. Cada uma tem uma aplicação determinada, com vantagens e desvantagens.

### Transposição pura
O texto da mídia papel (tipo livro ou artigo) é transposto sem modificação para a rede. 
- Vantagem: maior disponibilidade do que impresso, distribuição instantânea, onipresença, rapidez e baixo custo de publicação, facilidade de visualização, facilidade de impressão.
- Desvantagens: não aproveita bem os recursos da mídia. Além disso, muita gente considera desconfortável a leitura de texto extensos na tela.
- Exemplo: Projeto Gutenberg, que publica livros clássicos em formato de "texto plano".

### Transposição com uso de hiperligações
Texto tradicional para papel, mas vertido para o formato hipertexto, com ligações para notas de rodapé e para outros textos.
- Vantagens: ligações tornam a leitura mais rápida pela facilidade de consulta a outras fontes e a notas. Também é fácil de imprimir.
- Desvantagens: as mesmas da transposição pura.
- Exemplos: documentos acadêmicos do MS Word ou OpenOffice gravados em formato HTML.

### Adaptação ao hipertexto
Texto reescrito ou produzido especialmente para ser lido em tela de computador. Informação em “cachos” (blocos de 100 palavras ou menos), uso extensivo de hiperligações, listas com bolinhas, entretítulos. 
- Vantagens: aproveita melhor a mídia mas torna mais difícil a impressão.
- Desvantagens: tem produção mais cara, é mais demorado reeditar o material textual.
- Exemplo: matéria de Carole Rich sobre o estilo Web traduzida aqui.

### Desenvolvimento de narrativa em hipermídia
Texto e imagens de áudio e vídeo pensados e editados para serem distribuídos em hipermídia. 
- Vantagens: aproveitamento máximo de recursos permitidos pela tecnologia.
- Desvantagens: custo muito alto, pouco suporte para uso em mídia papel.

## Omailé a mensagem
Apesar do apelo charmoso da Web, a aplicação mais útil e utilizada da internet é o correio. Com ele, você não só se comunica pessoa a pessoa (o que lhe dá grande influência), como troca qualquer tipo de arquivo de computador, como foto, áudio, vídeo, texto, animação. E o correio também deve ser visto como uma poderosa mídia.
Até mesmo sites da Web se promovem através de newsletters, boletins criados com os parcos recursos do correio. Todo o site bem planejado deve ter um link para o internauta assinar uma newsletter. Na mensagem, o editor do site deve colocar breves descrições das novidades no site, com um link-Web em que o leitor pode clicar para conferir imediatamente o assunto.

### Lista de distribuição
É um recurso que existe em alguns programa de correio: uma lista com centenas de endereços de mail para onde você envia uma mensagem de uma só vez.
Existem programas específicos para manipular listas de discussão, mas uma opção barata e poderosa é o Pegasus Mail, programa de correio gratuito para ambiente Windows e Macintosh. Ele permite que você envie um texto para centenas de pessoas ao mesmo tempo. Um sistema de filtragem de mensagens recebidas permite que se cadastre ou cancele a assinatura de listas dependendo do conteúdo 
da mensagem. Por exemplo, uma mensagem com a palavra subscribe no título faz com que o remetente seja anexado à lista de pessoas que devem receber determinada newsletter. A palavra unsubscribe pode tirar o endereço do remetente da lista.

### Formatação
Para que a mensagem seja mais efetiva, deve-se dar atenção aos seguintes aspectos de uma newsletter por correio:

#### Título
O título (subject, assunto) é o único gancho que o editor de uma publicação tem para fisgar a atenção dos leitores. Quem recebe dezenas de mensagens por dia abre apenas as mais interessantes e descarta as outras com base no título. Uma mensagem com título "Informativo n.153", tem mais chances de ser apagada do que uma com "Anatel à CRT: estamos de olho em vocês!". Para aproveitar espaço, o nome da newsletter deve estar no endereço de mail do remetente, para não desperdiçar espaço do subject com isto.

#### Cabeçalho eLogotipo
No topo da mensagem ficam o "logotipo", uma linha explicativa sobre a newsletter, a data e o número da publicação.

#### Motivos do envio
É importante explicar que o leitor recebeu sua newsletter porque a assinou, e que ela não é enviada sem ser solicitada. O spam (divulgação de mensagens para milhares de pessoas que não a solicitaram) é uma das práticas mais odiadas da internet. Por isso, o leitor não deve ter dúvidas de que ele mesmo pediu para receber sua mensagem.

#### Publicidade
O correio em geral não tem grandes recursos de formatação de texto e cores. Um anúncio poderia ser confundido facilmente com conteúdo editorial. Por isso, os anúncios devem ter linhas separando-os do resto da newsletter. As palavras "publicidade", "anúncio" ou "comercial" devem estar na primeira linha separadora.

#### Ligaçõespara cancelar assinatura
Deve-se deixar ao leitor a possibilidade de cancelar a assinatura da newsletter a qualquer momento. Em alguns sistemas, basta que o leitor responda à mensagem. Em outros, deve-se enviar uma mensagem com a palavra "unsubscribe" no campo Subject.

#### Mail merge
O Pegasus mail permite que se personalize uma newsletter com textos variáveis. Verifique o Tutorial sobre mail merge com Pegasus Mail.

#### Ligaçõesnormais
Os modernos programas leitores de mail mostram URLs (endereços Web ou de correio) como links, sem que o editor precise de colocar formatação especial.

#### Mail HTML
Existe a possibilidade de se enviar mensagem em formato HTML (com páginas Web), com texto em tamanhos e fontes diferentes, cores, imagens fixas, imagens de áudio e vídeo. Embora existam “cruzadas” contra mails em HTML (porque ocupariam muita largura de banda), você não precisa abrir mão destes recursos de imagem. Dê ao assinante oportunidade de escolher se quer receber mails não-formatados ou com recursos hipermídia.

## Exigências do JOL

### Texto
O texto, é claro, ainda é o elemento mais importante de qualquer publicação. Quem tem bom texto para jornal de papel, rádio ou TV, terá bom texto para JOL. Só precisa entender como o internauta lê: ele apenas passa os olhos pelas telas à procura de palavras-chave. Não tem tempo para as grandes elucubrações mentais exigidas por figuras de linguagens do tempo do texto corrido, nem paciência para textos longos...

### Criatividade emdesign gráfico
O jornalista online deve não apenas saber escrever, mas saber como dispor o texto no suporte. Tem que conhecer tipos de letras, composição visual, uso de cores, corte e edição de fotos, áudio e vídeo. Não precisa saber desenhar, mas deve saber usar infografia e ser capaz de criar um gráfico informativo a partir de dados numéricos, para ilustrar uma matéria.

### Língua estrangeira
Quase tudo na internet é em inglês. Portanto é preciso que o profissional se empenhe mais por meio de cursos. Ou instale no seu computador programas como o Babylon Translator.

### Curiosidade e experimentação em programas de computador
Precisa-se de saber se virar sozinho se seu maldito Windows começar a dizer algo simpático como "Falha geral do aplicativo" ou "Você executou uma operação ilegal, OK?". E precisa-se de saber como 
procurar –- produtivamente—por algum tema específico na floresta binária da internet. Os mecanismos de busca em geral têm várias opções para você estreitar sua busca. Procure em seções dizendo algo como "Busca Avançada".

## O mercado de trabalho
O mercado para jornalista online já está aquecido. O jornal de papel, o rádio ou a TV que não tiverem sua contraparte binária estarão logo ultrapassados. Assim, pelo menos uma vaga existe em toda a redação: a do jornalista que coloca na Web matérias feitas para outras mídias. Mais empresas de comunicação estão desenvolvendo redações especificamente para a internet, e a disseminação de acesso por cabo de TV e por rádio exigirá muitos profissionais multimídia.
Depois que estourou a "bolha" de entusiasmo pela internet, em 2000, o mercado para profissionais da Web encolheu. Mas apenas na Web, que é um mercado limitado, de qualquer forma. O maior mercado para os conhecimentos de tecnologia online está nas empresas e nas assessorias de imprensa empresariais, porque empresas médias e grandes começam a desenvolver suas páginas Web e suas intranets e já precisam de quem desenvolva conteúdo e press kits para estes novos canais de informação.